# Granica litewsko-rosyjska
Granica litewsko-rosyjska – to granica międzypaństwowa pomiędzy Litwą i Rosją poprzez obwód królewiecki.

## Kształtowanie się granicy
Granica pomiędzy krajami przebiega wzdłuż linii dawnej granicy litewsko-niemieckiej, powstałej w 1918 roku. Rozgraniczała ona Litwę i Prusy Wschodnie.
Na skutek odebrania Niemcom terenów na wschód od Odry i Nysy Łużyckiej i podziału ich między PRL i ZSRR, to ostatnie przejęło północną część Prus Wschodnich. Dawna granica niemiecko-litewska stała się wewnętrzną granicą Rosyjskiej Federacyjnej SRR i Litewskiej SRR, a od 1991 roku granicą Rosji i Litwy.

## Przebieg
Granica ciągnie się na długości 273 km od ujścia rzeki Niemen do Morza Bałtyckiego aż po trójstyk granic polsko-rosyjskiej i polsko-litewskiej nad jeziorem Wisztynieckim.

### Królewieckie rejony przygraniczne
- Rejon sławski
- Rejon niemański
- Rejon krasnoznamieński
- Rejon niestierowski

### Litewskieokręgiprzygraniczne
- okręg kłajpedzki
- okręg tauroski
- okręg mariampolski
- okręg olicki